# Griserde
Griserde ist eine degradierte Schwarzerde (Tschernosem). Sie bildet sich aus einer Schwarzerde bei fortschreitender Bodenentwicklung im Zuge von Verwitterungsprozessen und stärkerer Infiltration von Oberflächenwasser bei mittleren Niederschlägen. Ihre Entstehung bedingt eine Klimaveränderung vom semiariden Steppenklima hin zu humidem Klima. Griserden sind in der aktuellen 5. Auflage der bodenkundlichen Kartieranleitung nicht als eine eigene bodensystematische Einheit berücksichtigt.